# Mark Simpson
Mark Simpson (* 1965 in York) ist ein britischer Journalist und Schriftsteller.

## Leben
Simpson beschäftigt sich hauptsächlich mit Fragen des Geschlechts, der Sexualität und Popkultur. Im Jahre 1994 wurde der Ausdruck „metrosexuell“ von ihm geprägt, später auch „retrosexuell“. Er ist Herausgeber der Aufsatzsammlung Anti-Gay, in der homosexuelle und bisexuelle Schreiber die Fehler der Schwulen-Kultur diskutierten. Er ist Autor unter anderem von Saint Morrissey, eine selbst-gestylte „Psycho-Biografie“ über den früheren Frontmann von The Smiths.

## Werke (Auswahl)
- Male Impersonators. Men Performing Masculinity. Routledge, New York 1994, ISBN 0-415-90991-0.
- It's a Queer World. Deviant adventures in pop culture. Haworth Press, New York 1999, ISBN 0-7890-0609-X.
- Anti-Gay. Freedom Edition, London 1999, ISBN 0-304-33144-9.
- The Queen Is Dead. A story of jarheads, eggheads, serial killers and bad sex. Arcadia Edition, London 2001, ISBN 1-900850-49-4 (zusammen mit Steven Zeeland).
- Sex Terror. Erotic misadventures in pop culture. Harrington Park Press, New York 2002, ISBN 1-56023-376-1.
- Saint Morrissey. A portrait of this charming man by an alarming fan. Touchstone Press, New York 2006, ISBN 0-7432-8481-X (Biographie).